# Fakule (astronomie)
Fakule je oblast zvýšeného záření ve fotosféře Slunce, pozorovaná v bílém světle. Je jasnější než její okolí. Vyznačuje se jemnou charakteristickou strukturou, sestávající z velkého počtu pásků, jasných bodů a uzlíků (fakulových granulí).
Fakule dosahuje šířky 5 000 - 10 000 km a délky 50 000 km. Při pozorování ze Země mají elementy fakule úhlovou velikost menší než 1 obloukovou vteřinu. Větší (zhruba 3 obloukové vteřiny) fakulové struktury, vyskytující se okolo 67. stupně severní i jižní heliografické šířky, se nazývají polární fakule. Nechají se pozorovat jen 1 - 2 roky před minimem cyklu sluneční aktivity. V blízkosti slunečních skvrn vytváří fakulová struktura záhyby a prstence. Mezi jasnými fakulemi aktivních oblastí fotosféry a slabými rozptýlenými fakulemi v pozůstatcích aktivní oblasti je spojitý přechod. Prostorově odpovídají fakuly jasným flokulám, které se pozorují v chromosféře a v oblastech silných magnetických polí. Ve viditelné oblasti spektra se fakule nejlépe pozorují v blízkosti okraje Slunce. Životnost fakulí je několik týdnů až měsíců.